# Tracy Pollan
Tracy Jo Pollan, född 22 juni 1960 på Long Island i New York, är en amerikansk skådespelare. 
Pollan är gift med Michael J. Fox sedan 16 juli 1988. Hon och Fox möttes under inspelningarna av komediserien Fem i familjen åren 1985-1986. Hon spelade Ellen Reed, som var Foxs rollkaraktärs flickvän och de blev så småningom förälskade på riktigt. 
Pollan och Fox har fyra barn ihop: sonen Sam Michael (född 1989), tvillingdöttrarna Schuyler Frances och Aquinnah Kathleen (födda 1995) samt dottern Esme Annabelle (född 2001).